# Matsukawa (Kitaazumi)
Pour les articles homonymes, voir Matsukawa.
Matsukawa (松川村, Matsukawa-mura) est un village du district de Kitaazumi, dans la préfecture de Nagano, au Japon.

## Géographie

### Démographie
Au 1er juin 2016, la population de Matsukawa s'élevait à 9 813 habitants répartis sur une superficie de 47,07 km2.

## Transports
Matsukawa est desservi par la ligne Ōito de la JR East.